# Felix Mottl
Felix Josef von Mottl, avstrijski dirigent in skladatelj, *24. avgust 1856, St. Veit pri Dunaju, †2. julij 1911, Muenchen. 
Kot dirigent je slovel posebno kot interpret Wagnerja in Mozarta. Ukvarjal se je tudi s komponiranjem. Uglasbil je opere Agnez Bernauer (Weimar
1880), Rama, Knez in pevec ter predelal mnogo odrskih stvari (mdr. Donizettijevo opero Ljubavni napoj).
Leta 1907 je bil imenovan za ravnatelja dvorne opere v Muenchnu.